# Черето д'Асти
Черѐто д'А̀сти (на италиански: Cerreto d'Asti; на пиемонтски: Srej d'Ast, Сърей д'Аст) е село и община в Северна Италия, провинция Асти, регион Пиемонт. Разположено е на 280 m надморска височина. Населението на общината е 216 души (към 2010 г.).